# Wolfgang Neidhardt

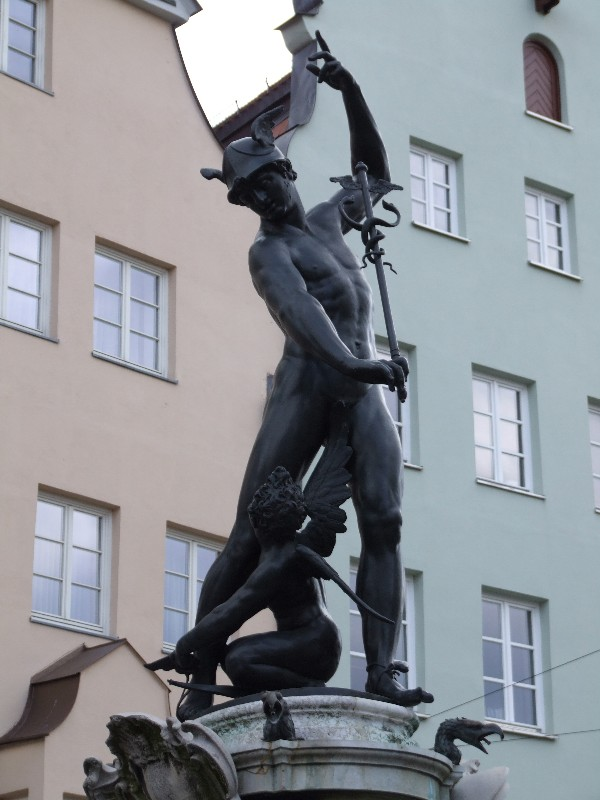
Figur des Merkurbrunnens

Wolfgang Neidhardt, auch Wolfgang Neidhart und Wolfgang Neidthard von Ulm (* 1575 in Ulm; † 1632 in Augsburg) war ein deutscher Bronzegießer, Glocken- und Stückgießer.
Neidhardt gilt als einer der bedeutendsten Gießer der Frühen Neuzeit. Im Jahr 1597 erwarb er das Bürgerrecht der Stadt Augsburg und wurde Stadtgießer. In dieser Position war er verantwortlich für die Anfertigung sämtlicher Geschütze der Stadt und für alle anfallenden Metallarbeiten.
In Zusammenarbeit mit dem Bildhauer Adriaen de Vries schuf er die Figuren des Merkur- und des Herkulesbrunnens sowie den Brunnenjüngling im Kastenturm, nach Entwürfen von Hans Reichle die Michaelsgruppe vor dem Zeughaus und den Kreuzaltar in St. Ulrich und Afra. Archivalisch belegt sind ferner Arbeiten für das Rathaus und für Augsburger Patrizierfamilien.
Johann Wagner, Sohn eines Meisters aus Nürnberg, war seit 1639 in Frankfurt als Geselle bei Neidhardt beschäftigt, bevor er sich in Frankfurt als Glockengießer selbständig machte.

## Quelle
- Einträge auf www.augsburg.de

| Personendaten    | Personendaten                                    |
| ---------------- | ------------------------------------------------ |
| NAME             | Neidhardt, Wolfgang                              |
| ALTERNATIVNAMEN  | Neidhart, Wolfgang                               |
| KURZBESCHREIBUNG | deutscher Bronzegießer, Glocken- und Stückgießer |
| GEBURTSDATUM     | 1575                                             |
| GEBURTSORT       | Ulm                                              |
| STERBEDATUM      | 1632                                             |
| STERBEORT        | Augsburg                                         |